# Вербункош
Вербункош (на унгарски: verbunkos) инструментален героичен стил в унгарската народна музика, разпространен главно в унгарските цигански оркестри.
Заражда се в началото на XVIII век от въстаническите песни на куруците и музиката към героичните танци на новобранците, постъпващи във войската на Ракоци.
В основата на този стил лежи не само унгарската народна музика, но и различни елементи от славянската, италианската и виенската музика, които придават на вербункоша особен нюанс.
Най-популярен образец за този музикален стил е т. нар. „Ракоци марш“. В по-късен етап от вербункоша произлизат палоташът и чардашът, които намират отражение в унгарските рапсодии на Ференц Лист.